# Королевские Военно-морские силы Бахрейна
Королевские Военно-морские силы Бахрейна (араб. القوات البحرية الملكية البحرينية‎) - один из видов вооружённых сил Королевства Бахрейн. Задачами ВМС Бахрейна являются: контроль за судоходством территориальных вод архипелага, охрана рыболовных промыслов, противодействие контрабанде и терроризму.

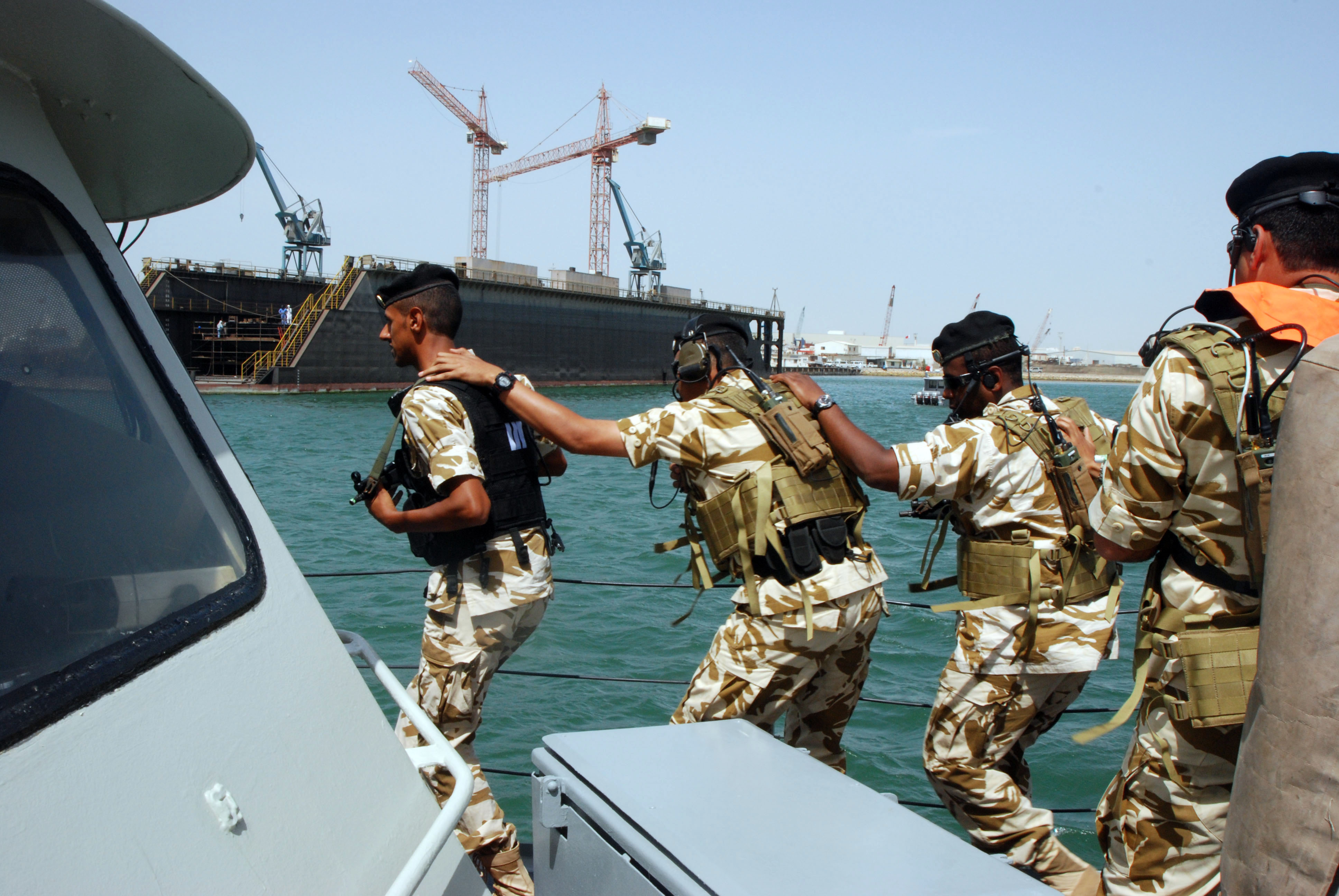

## История
ВМС Бахрейна были созданы в 1979 году. Первые суда были заказаны в ФРГ.
В связи с опасностью проникновения Исламского государства на акваторию Персидского залива генеральный секретарь ССАГПЗ в Эль-Кувейте озвучил возможность создания объединённых военно-морских сил арабских монархий Персидского залива.
С 2018 года в порту Сальман (Манама) находится военно-морская база Джуфейр Королевского военно-морского флота Великобритании.

## Организационный состав
Численность составляет 1200 человек, береговая охрана составляет 250-260 человек.
На территории Бахрейна находится компания «Арабские судостроительные и судоремонтные верфи» (ASRY) в совместном владении Бахрейна (18.84 %), Кувейта (18.84 %), Катара (18.84 %), Саудовской Аравии (18.84 %), ОАЭ (18.84 %), Ирака (4.7 %) и Ливии (1.1 %). Верфь имеет 500,000-тонный сухой док, способный обслуживать супертанкеры.

## Пункты базирования
- ВМБ Манама — штаб ВМС
- ВМБ Мина Салман — главная военно-морская база

## Боевой состав

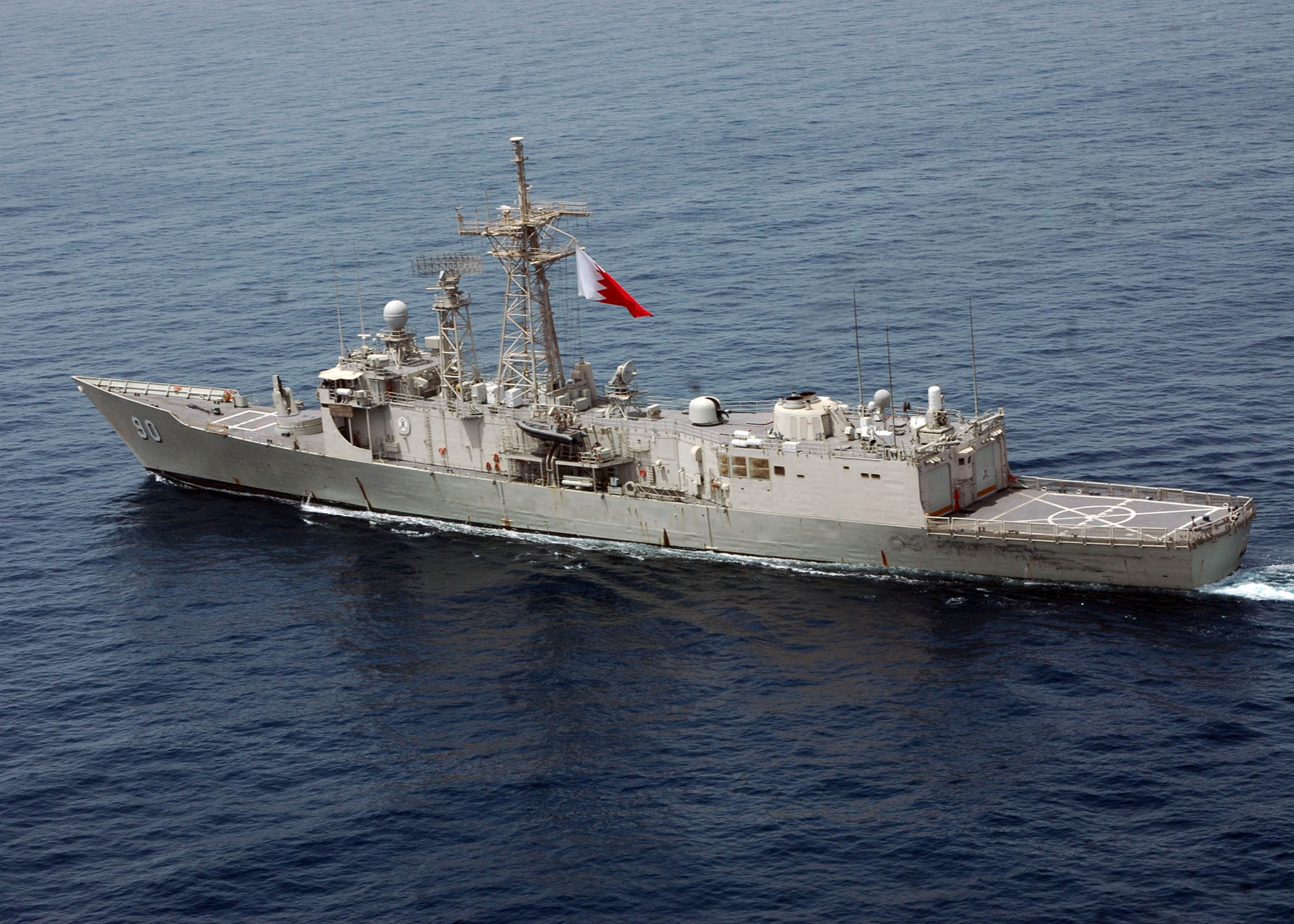
фрегат «Сабха»

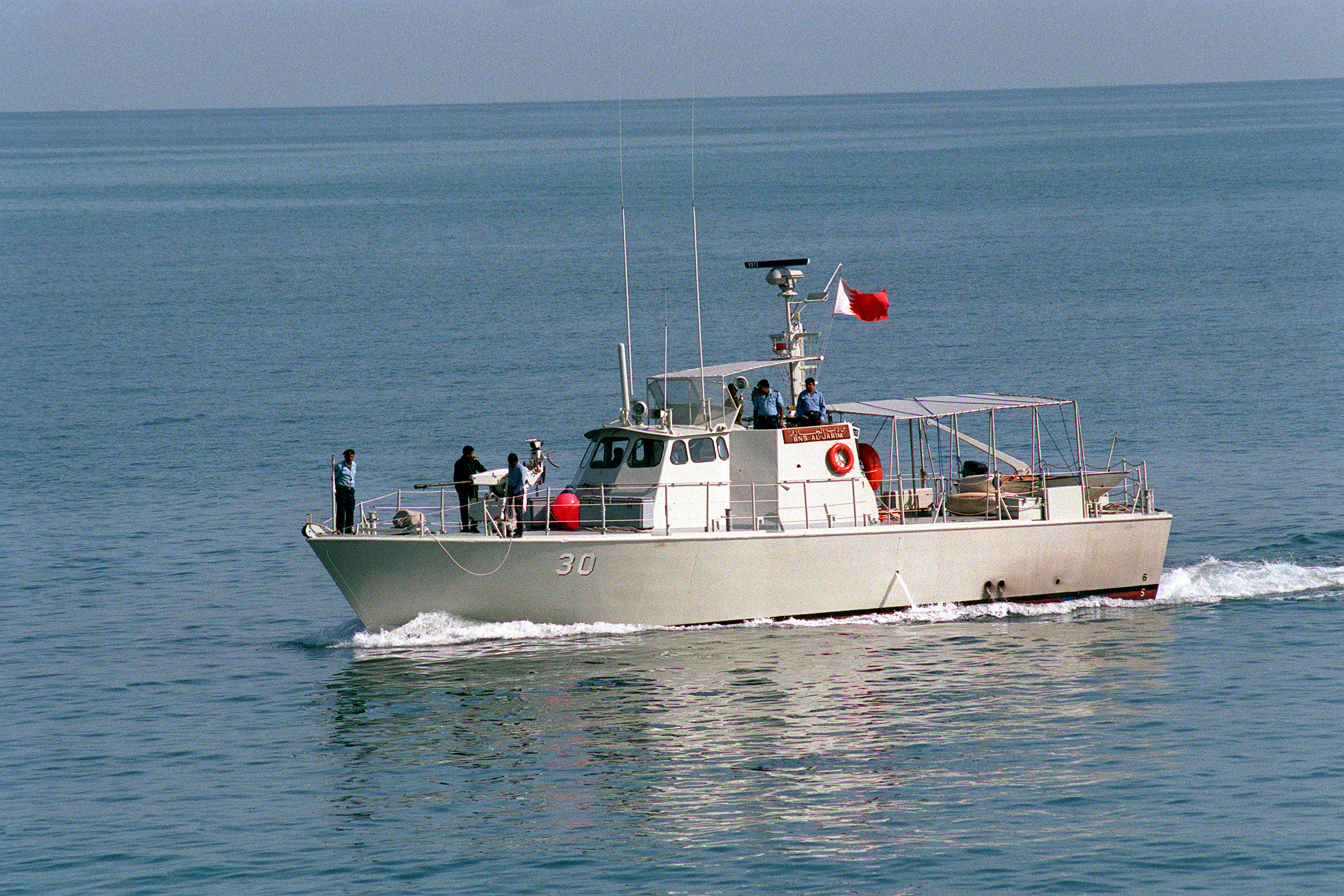

### Флот
| Тип                                | Бортовой номер | Наименование             | В составе флота         | Состояние | Примечания |
| Фрегаты                            | Фрегаты        | Фрегаты                  | Фрегаты                 | Фрегаты   | Фрегаты |
| ---------------------------------- | -------------- | ------------------------ | ----------------------- | --------- | --- |
| фрегат типа «Оливер Хазард Перри»  | 90             | «Сабха»                  | с 13 сентября 1996 года | в строю   | бывший USS «Джек Уильямс» (FFG 24) «Jack Williams»                                                                             |
| Корветы                            |                |                          |                         |           | |
| корвет типа Люрссен ФПБ 62         | 50             | «Аль Манама»             | нет данных              | в строю   | Водоизмещение — 632т., Вооружение — 2х2 ПУ ПКР MM-40 Exocet, 1х1 76мм АУ, 1x2 40мм ЗАК, 2x1 20мм ЗАК, вертолет AS.365F Dauphin |
| корвет типа Люрссен ФПБ 62         | 51             | «Аль Мухаррак»           | нет данных              | в строю   | Водоизмещение — 632т., Вооружение — 2х2 ПУ ПКР MM-40 Exocet, 1х1 76мм АУ, 1x2 40мм ЗАК, 2x1 20мм ЗАК, вертолет AS.365F Dauphin |
| Ракетные катера                    |                |                          |                         |           | |
| ракетный катер типа Люрссен ТНЦ 45 | 20             | «Ахмед Аль Фатех»        | нет данных              | в строю   | Водоизмещение — 259т. Вооружение — 2х2 ПУ ПКР MM-40 Exocet, 1х1 76мм АУ, 1x2 40мм ЗАК, 2x1 7.62 мм пулемета                    |
| ракетный катер типа Люрссен ТНЦ 45 | 21             | «Аль Джабери»            | нет данных              | в строю   | Водоизмещение — 259т. Вооружение — 2х2 ПУ ПКР MM-40 Exocet, 1х1 76мм АУ, 1x2 40мм ЗАК, 2x1 7.62 мм пулемета                    |
| ракетный катер типа Люрссен ТНЦ 45 | 22             | Абдуль Рахман Аль Фадель | нет данных              | в строю   | Водоизмещение — 259т. Вооружение — 2х2 ПУ ПКР MM-40 Exocet, 1х1 76мм АУ, 1x2 40мм ЗАК, 2x1 7.62 мм пулемета                    |
| ракетный катер типа Люрссен ТНЦ 45 | 23             | нет данных               | нет данных              | в строю   | Водоизмещение — 259т. Вооружение — 2х2 ПУ ПКР MM-40 Exocet, 1х1 76мм АУ, 1x2 40мм ЗАК, 2x1 7.62 мм пулемета                    |
| Патрульные катера                  |                |                          |                         |           | |
| Патрульный катер типа «Аль-Риффа»  | нет данных     | нет данных               | нет данных              | в строю   | (Lürssen FPB-38) |
| Патрульный катер типа «Аль-Риффа»  | нет данных     | нет данных               | нет данных              | в строю   | (Lürssen FPB-38) |
| Патрульный катер типа «Аль-Ярим»   | нет данных     | нет данных               | нет данных              | в строю   | (US Swift FPB-20) |
| Патрульный катер типа «Аль-Ярим»   | нет данных     | нет данных               | нет данных              | в строю   | (US Swift FPB-20) |

| Флаг | Флаг ВМС | Гюйс       | Вымпел боевых кораблей |
| ---- | -------- | ---------- | ---------------------- |
|      |          | нет данных | нет данных             |